# Бібліотека імені Миколи Костомарова
Бібліотека імені Миколи Костомарова — публічна бібліотека в Шевченківському районі міста Києва. Розташована в окремому двоповерховому приміщенні по вулиці вулиці Данила Щербаківського 51-в.
«Наша бібліотека – це простір для читання, спілкування та реалізації креативних ідей»

## Історичний шлях бібліотеки
З 1 січня 2002 року бібліотека входить у Централізовану бібліотечну систему [Архівовано 23 січня 2018 у Wayback Machine.] Шевченківського району, є однією з найбільших філій ЦБС, сучасним і креативним  БібліоХабом. До послуг користувачів Бібліотеки: Простір вільного читання (Читальна зала), Інтернет-центр, «Book-локація» (Абонементний відділ), інформаційно-бібліографічний відділ, дитяча ігрова кімната «Чомусик», Зал пізнавальної літератури «Ерудит», дитячий відділ, відділ використання фондів. У бібліотец працює та бескоштовно консультує психолог та арт-терапевт.
Історія бібліотеки, що носить сьогодні ім'я великого письменника, публіциста — історика Миколи Івановича Костомарова, має надзвичайно цікаву біографію, яка тісно пов'язана з історією нашої країни. Вона починається в далекому 1950 році, на масиві Нивки, що з'явився на окраїні міста.

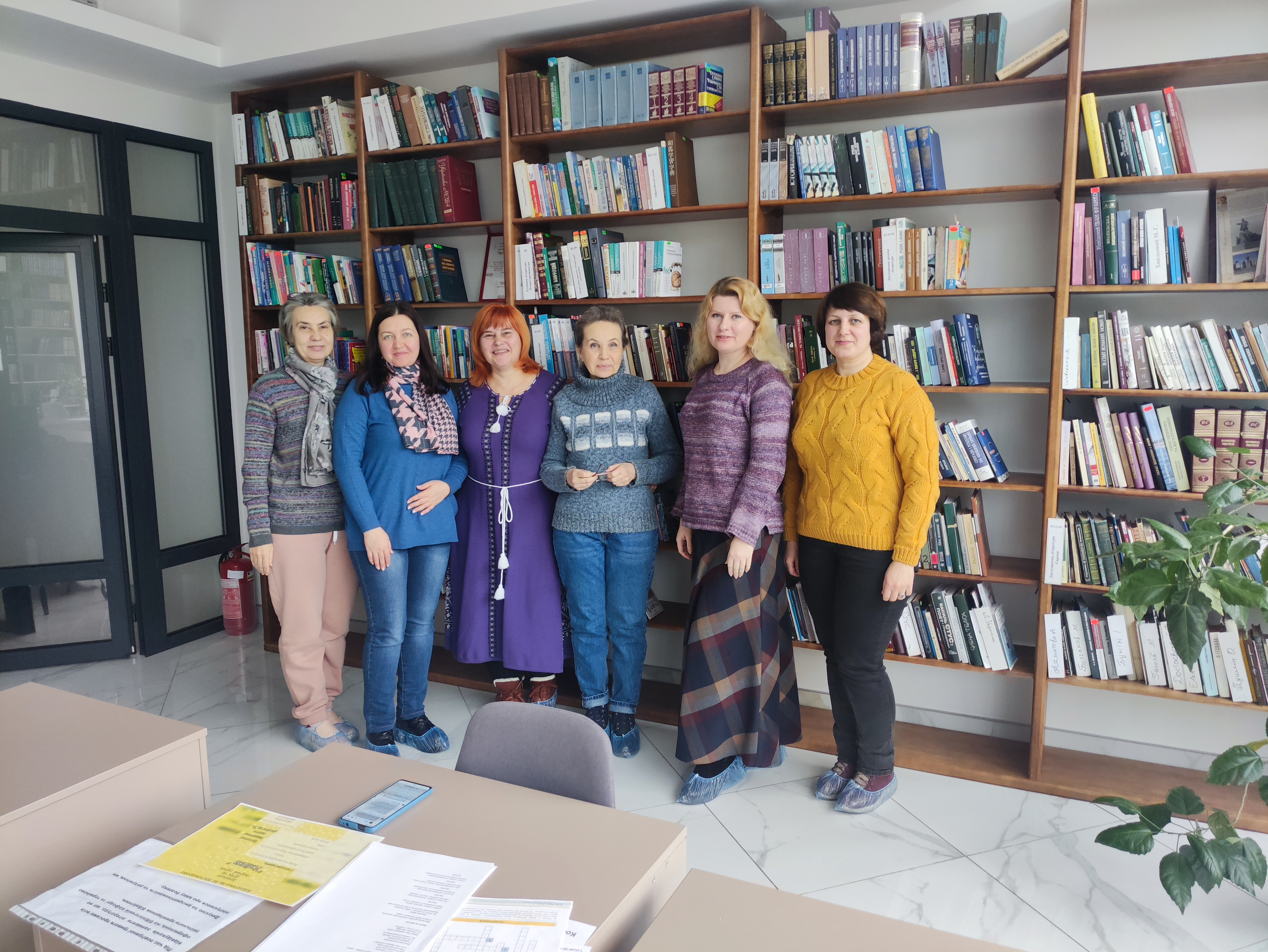
Учасники розмовного клубу в рамках мовного курсу «Єдині» — вивчай українську. Бібліотека Костомарова, січень 2023

Марія Захарівна Гулько, член КПРС з 1917 року, після виходу на пенсію, в маленькій кімнаті одноповерхового будиночку по вулиці Януша Корчака, створила першу бібліотеку на Нивках. Поруч був гуртожиток будівельників, де й розпочала свою популяризаторську роботу Марія Захарівна. А коли почали зростати перші житлові будинки, вона поклопоталася про відкриття справжньої книгозбірні.
У 1957 році, на базі цієї громадської бібліотеки, була створена державна масова бібліотека № 10 Жовтневого району, яка і розмістилась у гуртожитку будівельників по вул. Баумана (нині — Януша Корчака), 4. На цей час бібліотека вже мала 5000 книжок та тисячу відвідувачів.
У 1960 році бібліотека № 10 отримала звання «Бібліотека відмінної роботи». На честь 50-річчя газети «Правда», в 1962 році, одній з найкращих бібліотек міста було присвоєно ім'я "50-річчя газети «Правда». Книгозбірня підтримувала тісні зв'язки з корпунктом газети, на її базі була створена кімната-музей газети «Правда». До бібліотеки, на вогник, зліталися і ветерани і молодь. Частими гостями бібліотеки були відомі письменники, артисти, знатні люди Києва.
В 1965 році, книгозбірня отримує нове приміщення по вулиці Данила Щербаківського, 33 і стає центральною бібліотекою Жовтневого, а з часу перерайонування міста (у 1968 р.) Радянського району міста Києва.
В її фондах уже 120 тисяч книжок, послугами бібліотеки користуються 10000 читачів. За 16 років із звичайної пересувки робітничого гуртожитку, вона перетворилася на Центральну бібліотеку Централізованої бібліотечної системи Радянського району міста Києва, у складі якої налічувалось 8 публічних бібліотек для дорослих.
Рік 1981. У бібліотеки знову новосілля: вона переїжджає в нове, двоповерхове приміщення по вулиці вулиці Данила Щербаківського 51-в, в якому працює донині. Відійшла в забуття більшовицька газета «Правда», перебудова відкрила нові сторінки життя відомих діячів української землі і з 1993 року бібліотека починає носити ім'я видатного історика, письменника, громадського діяча Миколи Костомарова.
У 2002 році відбувається чергова зміна в адміністративно-територіальному устрої міста Києва, під час якої ліквідується, як окрема адміністративна одиниця, Радянський район і з 1 січня 2002 року бібліотека ім. М. Костомарова входить у Централізовану бібліотечну систему [Архівовано 23 січня 2018 у Wayback Machine.] Шевченківського району.

## Видання бібліотеки
- Біобібліографічний покажчик, підготовлений до 190-річчя від дня Миколи Івановича Костомарова.
- Сучасні діти — які вони? : дайджест. Випуск 3. Соціальний захист дітей-сиріт. — К., 2012. — 20 с.
- Улюблені літературні герої в бронзі і не тільки: фото-дайджест. — К., 2012. — 55 с.
- Календарні дати, присвячені коханню, вірності, сім'ї та дітям: інформацйна довідка. — К., 2013
- Мудрість батьківської влади: (педагогічна культура батьків: правила і тонкощі): бібліографічний покажчик. — К., 2013. — 28 с.
- Послуги в системі електронного урядування, доступ до яких надається в бібліотеці ім. М. Костомарова: вебліографічний список. — К., 2014. — 11 с.
- Енергозбереження — не мрія, а веління часу: бібліографічний список. — К., 2014. — 20 с.
- Сонце, що проганяє зиму з людського обличчя: бібліографічний список. — К., 2014. — 28 с. [Архівовано 23 січня 2022 у Wayback Machine.]
- Сто книг, які потрібно прочитати, щоб зрозуміти себе і епоху: довідка. — К., 2014. — 36 с.

Переглянути Більше видань останніх років. [Архівовано 25 грудня 2014 у Wayback Machine.]